# 張烍
張烍（?—?），字子容，贵州贵阳人，清朝政治人物，同進士出身。

## 生平
咸豐二年（1852年）清文宗登極壬子恩科進士，三甲九十八名，分发河南即用知縣。